# 輪中館・輪中生活館
輪中館・輪中生活館（わじゅうかん・わじゅうせいかつかん）は、岐阜県大垣市にある博物館。

## 概要
- 輪中をテーマにした施設であり、大垣輪中の民具や資料の保存及び展示、輪中に関する文献、史料の収集を行っている。
- 2006年（平成18年）から指定管理者制度を導入し公益財団法人大垣市文化事業団が管理運営を行っていたが、2019年（平成31年）4月から大垣市直営施設に戻されている[1]

## 施設

### 輪中館
- 正式名称は大垣市輪中館であり、輪中の歴史、地理、民俗に関する施設である[2]。
- 大垣市立日新小学校跡地の日新地区センターの2階にある。1996年（平成4年）4月26日開館[1]。
- 大垣輪中の航空写真、ジオラマ、民具、農具、漁具、江戸時代から明治にかけての治水関係資料、輪中の家及び水屋の内部（上げ船、上げ仏壇など）が展示されている。
- 開館時間は9:00 - 17:00。休館日は火曜日及び祝日の翌日、年末年始。

### 輪中生活館
- 輪中館からは徒歩約1分の場所（岐阜県大垣市入方2丁目1723番地）にある。輪中地帯の地主の邸宅である旧名和邸（大垣市指定重要有形民俗文化財）を解体復元して整備した建物である。
- 正式名称は大垣市輪中生活館であり、旧名和邸の保管、及び輪中の民俗資料を保管展示する施設である[3]。1997年（平成5年）4月27日開館[1]。
- 建物は母屋（明治9年建築）、住居式水屋（明治15年建築）、土蔵式水屋（明治29年建築）、納屋、門がある。また、敷地の西側には防風水林が残されている。
- 輪中館を補完する施設となっており、輪中地域の日常生活（農具、食など）の展示が行われている。
- 開館時間は9:00 - 17:00。開館日は土・日・祝日のみ（年末年始を除く）。

## 交通アクセス
- 養老鉄道養老線 友江駅下車、徒歩で約2分。